# Kassala (Bundesstaat)
Kassala (arabisch كسلا, DMG Kassalā, auch Kasala; von 1991 bis 1994 asch-Scharqiyya, arabisch الشرقية „die Östliche“) ist ein Bundesstaat im Osten des Sudan. Die Provinzhauptstadt Kassala liegt nahe der Grenze zu Eritrea am Ufer des Flusses Gasch.
Der Bundesstaat hat eine Fläche von 36.710 km² und gemäß einer Berechnung für 2017 rund 2,4 Millionen Einwohner.

## Geschichte
Von 1919 bis 1956 war Kassala erst eine Provinz des Anglo-Ägyptischen Sudan, dann eine Provinz der unabhängigen Republik Sudan, und umfasste die heutigen Bundesstaaten al-Bahr al-ahmar, al-Qadarif und Kassala sowie einen Teil des heutigen Bundesstaates Nahr an-Nil. 1973 wurde die Provinz al-Bahr al-ahmar abgespalten, die dem heutigen Bundesstaat al-Bahr al-ahmar entsprach. 1974 wurde ein Teil von Kassala abgespalten, um zusammen mit einem Teil der Provinz asch-Schamaliyya die neue Provinz Nahr an-Nil zu bilden. 1991 wurde die Provinz in einen Bundesstaat umgewandelt und die Grenzen von 1919 bis 1973 wurden wiederhergestellt. Dabei wurde Kassala auch in asch-Scharqiyya umbenannt. Am 14. Februar 1994 wurden die Bundesstaaten al-Bahr al-ahmar, al-Qadarif und Sannar abgespalten und die Umbenennung rückgängig gemacht. Im Norden wurde nochmals ein Gebiet für den neuen Bundesstaat Nahr an-Nil abgezweigt.